# Чекуров, Валентин Андреевич
Валентин Андреевич Чекуров (6 июля 1906, Москва — 2 февраля 1997, Москва) — советский военачальник, вице-адмирал (8 августа 1955).

## Биография
С октября 1927 по февраль 1931 года курсант Военно-морского училища имени М. В. Фрунзе. С февраля 1931 по ноябрь 1932 года командир торпедного катера Морских сил Чёрного моря. С февраля по ноябрь 1932 года слушатель курсов командиров торпедных катеров Морских сил Балтийского моря.
С ноября 1932 по сентябрь 1933 года командир звена бригады торпедных катеров Морских сил Чёрного моря. С сентября 1933 по август 1935 года командир отряда бригады торпедных катеров Морских сил Чёрного моря. С августа 1935 по декабрь 1936 года начальник штаба дивизиона бригады торпедных катеров Черноморского флота. С декабря 1936 по февраль 1938 года слушатель Учебного отряда подводного плавания Краснознамённого Балтийского флота.
С февраля по май 1938 года помощник командира подводной лодки Щ-110. С мая по декабрь 1938 года командир подводной лодки М-16. С декабря 1938 по январь 1940 года командир подводной лодки Щ-133. С января 1940 по июнь 1941 года слушатель командного факультета Военно-морской академии имени К. Е. Ворошилова.
С июня по август 1941 года командир-оператор 1-го (оперативного) отдела Оперативного управления Главного Морского штаба ВМФ. С августа 1941 по июнь 1943 года старший командир по оперативной части 2-го отдела Оперативного управления Главного Морского штаба ВМФ. С июня по декабрь 1943 года командир по оперативной части штаба бригады подводных лодок Северного флота, капитан 3 ранга.
С декабря 1943 по февраль 1944 года командир 1-го отдельного дивизиона торпедных катеров Северного флота. С февраля 1944 по апрель 1945 года начальник штаба бригады торпедных катеров Северного флота. С апреля по ноябрь 1945 года командир бригады торпедных катеров Северного флота. С ноября 1945 по июль 1946 года командир отряда кораблей Северного флота.
С июля 1946 по сентябрь 1947 года командир бригады торпедных катеров Северного флота. С сентября 1947 по февраль 1952 года начальник штаба Северного флота. С января 1948 по февраль 1952 года первый заместитель командующего Северным флотом. Контр-адмирал (11 мая 1949). С февраля 1952 по апрель 1953 года слушатель морского отделения военно-морского факультета Высшей военной академии имени К. Е. Ворошилова.
С апреля 1953 по январь 1956 года командующий Северо-Тихоокеанской военной флотилией Тихоокеанского флота. Вице-адмирал (8 августа 1955). 
С 16 января 1956 по 10 февраля 1958 года — командующий Тихоокеанским флотом. С июня 1958 по апрель 1963 года — начальник Гидрографической службы ВМФ.
Скончался 2 февраля 1997 года.

## Награды
- 2 ордена Ленина (1951; 11.07.1956)
- 4 ордена Красного Знамени (23.03.1944; 02.11.1944; 1947; 30.12.1956)
- орден Нахимова 2 степени (22.07.1944)
- 2 ордена Отечественной войны 1 степени (07.06.1945; 11.03.1985)
- 2 ордена Красной Звезды (?, 03.11.1944)
- медали